# LARS
Leichtes Artillerieraketensystem (LARS) – seria niemieckich samobieżnych wieloprowadnicowych wyrzutni rakietowych zaprojektowanych pod koniec lat 60. XX wieku.

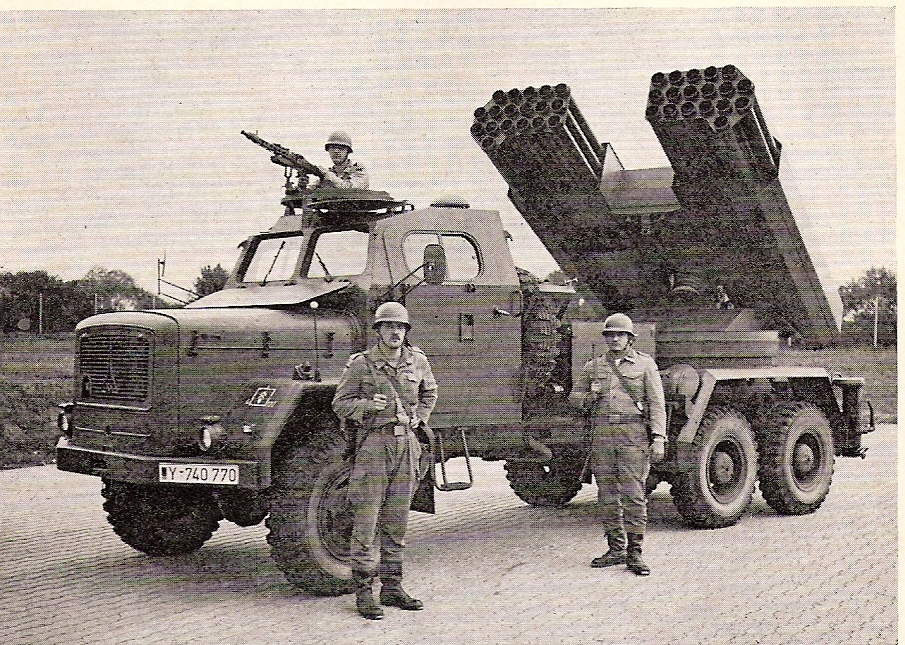
LARS-1 na podwoziu Magirus-Deutz 178D15A

System składał się z 36 prowadnic kalibru 110 mm zamontowanych na podwoziu samochodu ciężarowego Magirus-Deutz 178D15A (LARS-1), a w późniejszej wersji na pojazdach MAN 6x6 (LARS-2).
LARS został wycofany ze służby w Bundeswehrze w latach 90. XX wieku i zastąpiony systemem MARS (Mittleres Artillerieraketensystem).